# 滑川駅
滑川駅（なめりかわえき）は、富山県滑川市辰野にある、あいの風とやま鉄道・富山地方鉄道の駅である。
あいの風とやま鉄道線と富山地方鉄道本線が乗り入れる。

## 歴史

### あいの風とやま鉄道

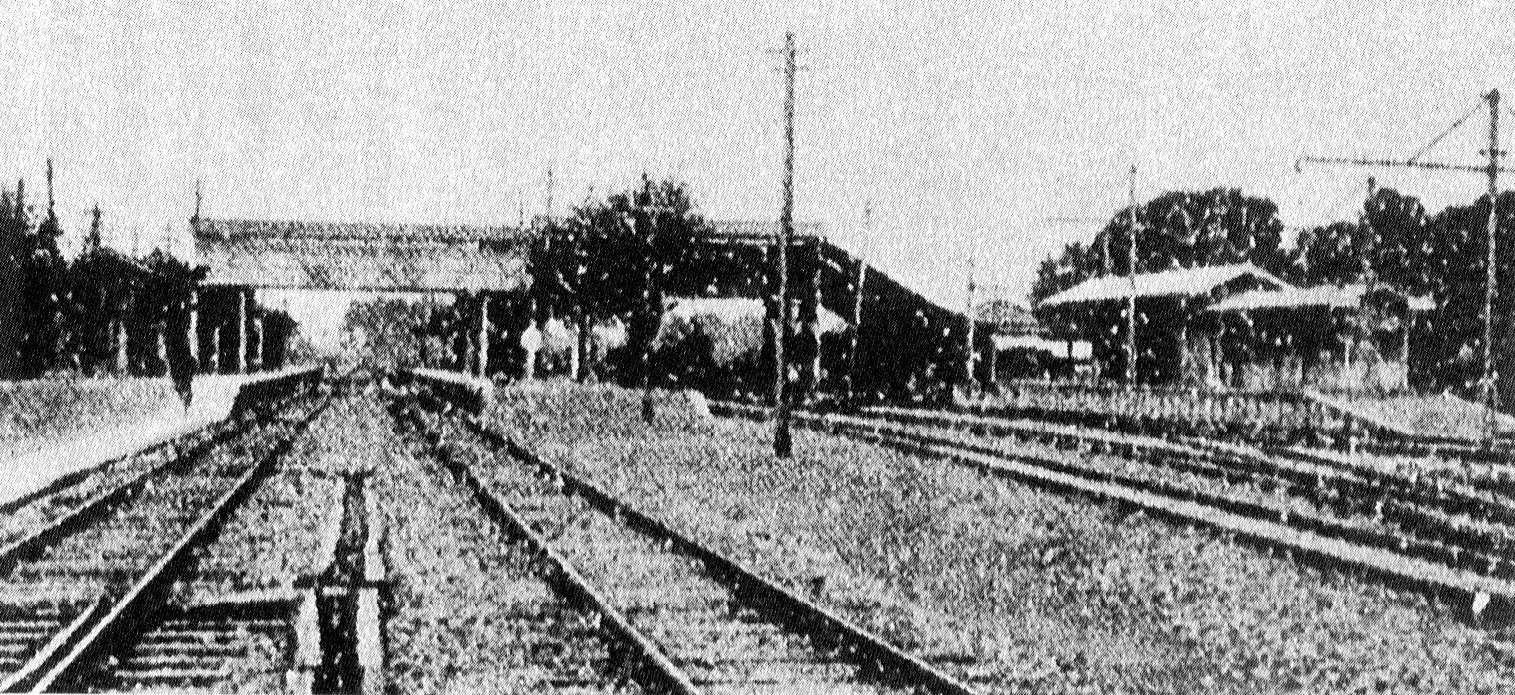
左は院線（国有鉄道）滑川駅、右は立山軽便鉄道滑川駅。1912年（大正2年）の撮影。

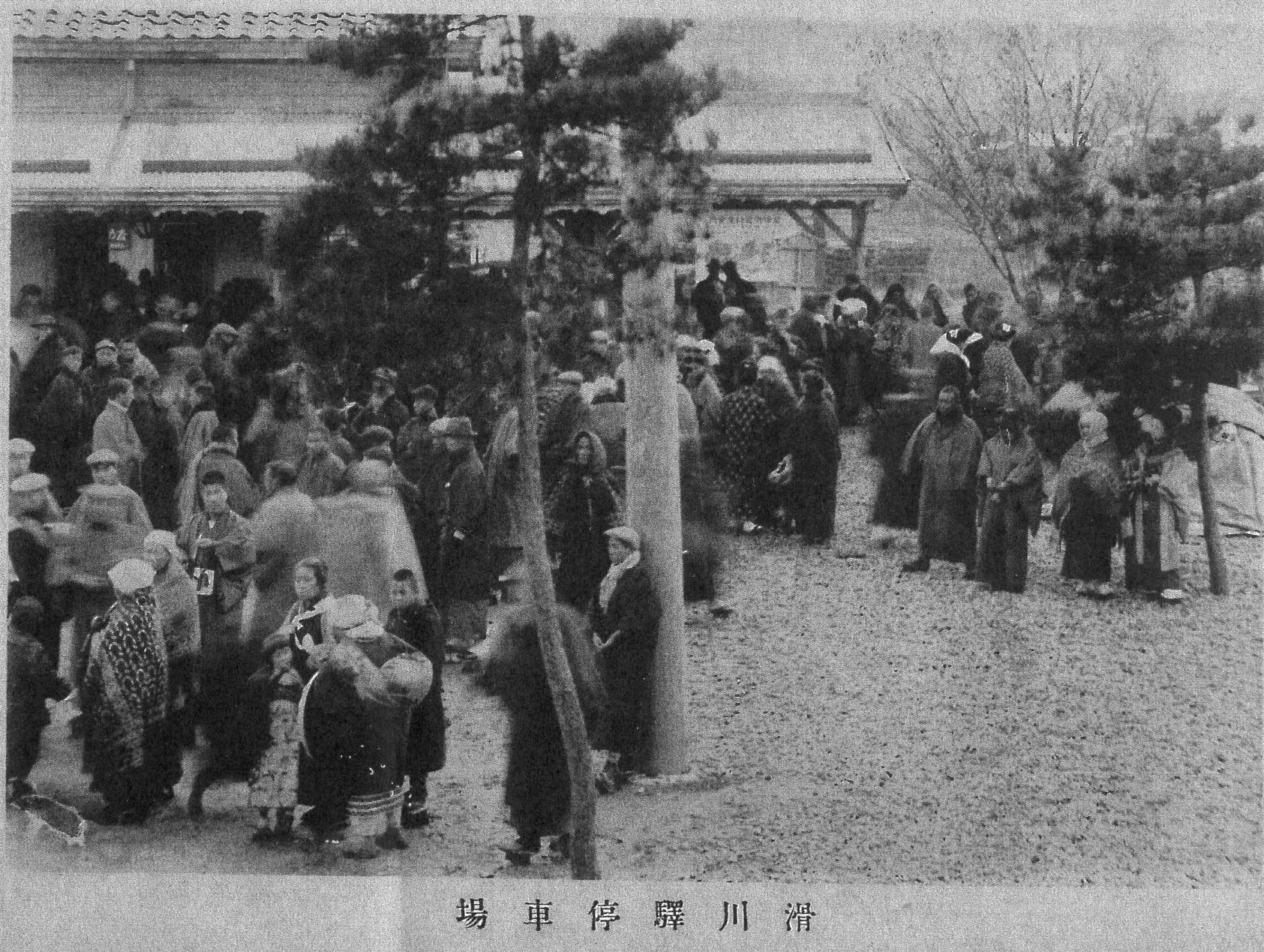
北陸本線滑川駅前の様子。1913年（大正2年）頃の様子。

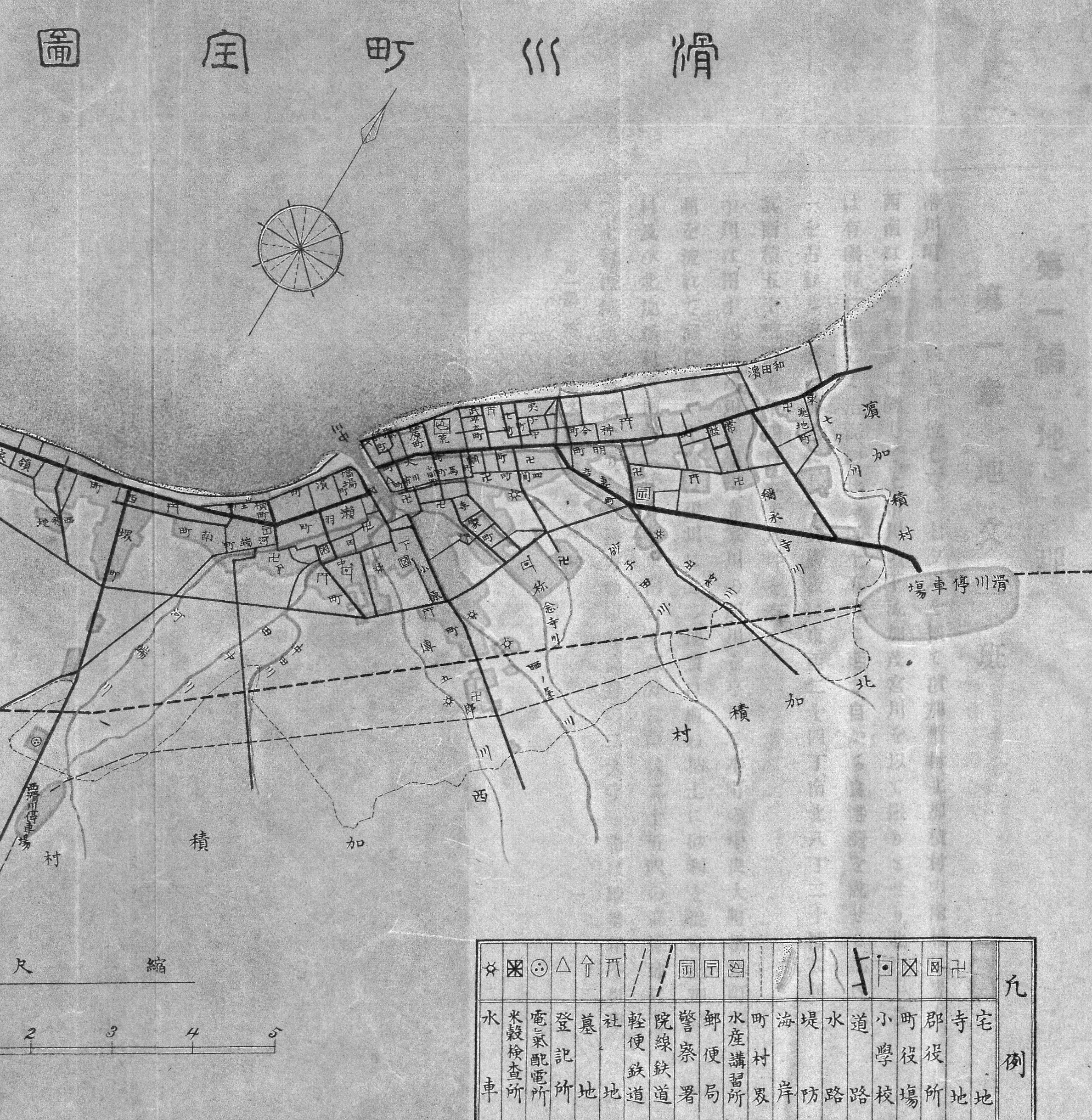
1913年（大正2年）頃の当駅周辺の地図。

跨線橋の完成を報道する新聞記事

- 1906年（明治39年）5月24日：滑川町長加藤甚右衛門等が上京し、逓信大臣山縣伊三郎に対して滑川駅の開設を請願する[1]。
  - その請願書に曰く、「由来当町ハ戸数二千、人口壱万余ヲ有シ郡役所、警察署、区裁判所、新聞社、富山県水産講習所、郵便局、米穀検査所、銀行、会社、羽二重製造所等在リ郡内第一殷賑ノ地ニシテ商業極メテ敏活貨物人衆ノ集散繁激ナル郡内其比ヲ見サル所（中略）今ヤ多年ノ機運熟シ近ク富直鉄道布設セラレントシ町民一同歓喜雀躍致シ居リ候而シテ鉄道線路測量標ヲ見ルニ幸ヒニ当町ヲ通過スルモノヽ如シ線路ニシテ当町ヲ通過スルモノトセハ、中新川郡ノ首都トシテ商工業尤モ殷賑貨物人衆ノ集散最モ繁激ニ他ノ地方トノ関係最モ頻繁ナル当町ニ優先ニ停車場ヲ設置セサルヘカラサルハ活眼ナル当局諸公ノ明識セラルヽ処ト確信致シ居リ候ヘトモ近時道路伝フル所ニ因レハ水橋附近ノ一小村落ニ停車場ヲ設置シ滑川町ニハ停車場ヲ置カスト是レ元ヨリ吼虚ノ風説ニ過キサランモ右様ノ風説カ事実ト為ツテ顯ハレ候ハンニハ実ニ由々敷大事ニテ百千年ノ往古ヨリ郡ノ首都タル商業殷賑ノ当町モ旋ガテ鷓鴣飛フ墟里荒駅ト化シ了ランハ必然ニシテ日夜憂愁ニ禁ヘサル次第ニ御座候（中略）賢明ナル閣下及閣下御主宰ノ下ニ当局諸公ニシテ道路伝フル所ノ如キ迂濶ナル盲挙ニ出テ給ハサルハ固ク信頼セル所ニ有之候モ当町ノ死活ニ関スル問題ニ候故杞憂ノ余リ爰ニ敢テ尊厳ヲ冒涜シ鄙衷ヲ述ヘ実情ヲ開陳シテ是非共当町ニ一停車場ヲ御設置アランコトヲ及請願候也」[1]。
- 1908年（明治41年）11月16日：官設鉄道北陸線の富山駅 - 魚津駅間延伸時に一般駅として中新川郡浜加積村辰野に開業[2][3][4]。
- 1909年（明治42年）10月12日：線路名称制定により、北陸本線所属駅となる[5]。
- 1910年（明治43年）5月：構内に立山と大岩への案内標を設置する[6]。
- 1912年（明治45年）5月：構内に物産品等を絵図で表した物産標を設置する[6]。
- 1913年（大正2年）6月26日：立山軽便鉄道線と北陸本線、東海道本線、東北本線及び信越本線の主要駅との間に旅客及び手荷物の連帯運輸を開始する[7]。
- 1915年（大正4年）3月1日：構内に滑川電信取扱所を設置する[8]。
- 1922年（大正11年）
  - 4月1日：大正11年鉄道省告示第11号「連帯運輸ノ範囲及特種取扱事項」により、当駅接続の立山鉄道線との間は旅客、手荷物、小荷物及び小口扱貨物（1個の重量2トン又は容積200立法尺を超えるものを除く）の連帯運輸を取扱うと定める[9]。
  - 8月5日：大正11年鉄道省告示第11号「連帯運輸ノ範囲及特種取扱事項」を改正し、当駅は立山鉄道線経由により富山県営鉄道線と旅客及び手荷物の連帯運輸の取扱を開始する[10]。
- 1930年（昭和5年）4月1日：大正11年鉄道省告示第11号を廃止し、昭和5年鉄道省告示第68号「連帯運輸ヲ為ス鉄道、軌道及航路並連帯運輸ノ範囲」を定め、当駅は立山鉄道線との間は旅客、手荷物、小荷物、旅客附随小荷物及び貨物（貸切扱を除く）、立山鉄道線経由の富山県営鉄道線との間には旅客、手荷物及び旅客附随小荷物の連帯運輸を取扱うと定める[11][12]。
- 1932年（昭和7年）2月14日：昭和5年鉄道省告示第68号「連帯運輸ヲ為ス鉄道、軌道及航路並連帯運輸ノ範囲」を改正し、当駅接続の富山電気鉄道線との貨物の連帯運輸範囲を貨物（貸切扱を除く）から貨物に改める[13]。
- 1937年（昭和12年）10月5日：昭和5年鉄道省告示第68号「連帯運輸ヲ為ス鉄道、軌道及航路並連帯運輸ノ範囲」を改正し、当駅接続の富山電気鉄道線との間において小荷物及び貨物の取扱を廃止する[14]。
- 1943年（昭和18年）10月1日：当駅 - 魚津駅間に早月信号場が開業する[3]。
- 1953年（昭和28年）
  - 11月11日：急行「北陸」の停車駅となる[15]。
  - 12月11日：貨物ホームにて起重機の運用を開始する[15]。
- 1960年（昭和35年）2月25日：跨線橋の架替（日本初のPSコンクリート併用[16]）が完了し、同日完工式、渡橋式を挙行する[17]。
- 1964年（昭和39年）11月20日：当駅 - 魚津駅間の早月信号場を廃し東滑川駅を開業する[3][18]。
- 1965年（昭和40年）
  - 7月20日：当駅 - 水橋駅間に上市川信号場が開業し、当駅上市川信号場間が複線化する[3][19]。
  - 8月25日：富山操車場 - 泊駅間が交流電化する[19]
  - 12月1日 - 急行列車『越前』の停車駅となる[20]。
- 1966年（昭和41年）
  - 6月1日：当駅 - 水橋駅間の上市川信号場を廃止する[3]。
  - 12月中：仮駅舎の入札が終わる[21]。
- 1967年（昭和42年）
  - 2月7日：駅舎改築に伴い、仮駅舎に移転（この時点で同年2月17日に起工式を行う予定であった）[22]。
  - 3月7日：旧駅舎を解体[23]。
  - 3月11日：駅舎改築の起工式を行う[24]。工事は名港工建設が請け負う。度重なる降雪のため予定が遅れていた[23]。
  - 7月21日：駅舎改築工事が完了し、同日より新駅舎において駅務を開始する[17]。
  - 8月22日：当駅 - 東滑川駅間が複線化する[19]。
- 1970年（昭和45年）1月25日：市外電話が利用可能な公衆電話を設置する[25]。
- 1974年（昭和49年）10月1日：営業範囲を改正し、旅客、荷物及び車扱貨物を取扱う駅となる[26]。
- 1978年（昭和53年）3月1日：営業範囲を改正し、車扱貨物の取扱を廃止して旅客駅となる[27]。
- 1979年（昭和54年）4月20日：特急列車『はくたか号』が初停車[28]。
- 1981年（昭和56年）12月26日：駅前広場の整備事業が完了し、歩道や駐車場等が整備される[29]。
- 1982年（昭和57年）
  - 4月1日：駅前広場に滑川市内初のパーキングメーター付きの市営駐車場がオープン[30]。
  - 6月12日：滑川駅前商店街協同組合が旧富山電工跡地にアーケード付き商店街「公園通り」を開業する[31]。
  - 11月1日：みどりの窓口を開設し、マルスを設置する[32]。
- 1986年（昭和61年）11月1日：営業範囲を改正し、荷物（但し新聞紙を除く）の取扱を廃止する[33]。
- 1987年（昭和62年）
  - 4月1日：国鉄分割民営化により、西日本旅客鉄道の駅となる[3]。
  - 10月2日：当駅駅前土地区画整理事業が完了し、その完成式を挙行する[34]。
- 2001年（平成13年）6月29日：西日本旅客鉄道の駅と富山地方鉄道の駅を連絡する地下道が完成する[35]。
- 2015年（平成27年）
  - 3月14日：北陸新幹線金沢延伸開業に伴い、あいの風とやま鉄道の駅となる[36]。
  - 3月26日：ICカード「ICOCA」供用開始[37]。
- 2023年（令和5年）3月25日：ホーム跨線橋にエレベーター2基が設置され供用開始した[38]。

### 富山地方鉄道
- 1913年（大正2年）6月25日：立山軽便鉄道（後の立山鉄道）の駅が開業、同社線が五百石駅間まで開業[39]。
- 1931年（昭和6年）3月20日：立山鉄道が富山電気鉄道に合併[40]。
- 1943年（昭和18年）1月1日：富山電気鉄道が富山地方鉄道に改称[40]。
- 1988年（昭和63年）3月31日：当駅駅舎改築工事が竣工する[41]。
- 2001年（平成13年）6月29日：滑川駅南北を結ぶ地下道が完成する[35]。

## 駅構造

### あいの風とやま鉄道
2015年3月14日の北陸新幹線開業による経営移管までは、西日本旅客鉄道（JR西日本）北陸本線の駅であった。
単式ホーム1面1線と島式ホーム1面2線、計2面3線のホームを有する地上駅である。下り線側には保守用側線がある。
駅舎は鉄筋コンクリート造り平屋建てで床面積409m2で、みどりの窓口・自動券売機・待合室・自動販売機・便所が設置されている。Wi-Fiの利用も可能である。各ホームにはエレベーターが設置されている。現駅舎竣工当時は滑川市の物産コーナーも設けられていた。JR時代は富山地域鉄道部管理の駅であった。あいの風とやま鉄道への移管後も同社の直営駅として運営され、みどりの窓口も引き続き設置されている。
なお、2001年（平成13年）6月29日の地下道完成以前には、あいの風とやま鉄道（当時はJR）と富山地方鉄道（地鉄）の駅が分離される以前は3面4線の地上駅であり、現在の跨線橋が地鉄のホームまで繋がっていた。なお、当時は1・2・3番のりばをJRが、4番のりばを地鉄が使用していた。駅の分離後、両者間を連絡していた跨線橋は廃止され、現在は改札外の地下道で連絡している。
のりば
| 番線 | 路線                  | 方向 | 行先                 |
| ---- | --------------------- | ---- | -------------------- |
| 1    | ■あいの風とやま鉄道線 | 下り | 魚津・泊・糸魚川方面 |
| 2・3 | ■あいの風とやま鉄道線 | 上り | 富山・金沢方面       |

付記事項
- 通常の発着には1番線と3番線のみ使用され、2番線は2015年（平成27年）3月14日時点の定期ダイヤでは上り1本の普通列車のみ使用する[51]。
- 滑川市出身のバイオリニストである高階哲夫の生誕115周年などを記念して、同市教委が制作したCDを2011年（平成23年）9月1日から同年10月末までの間、朝夕を中心に構内放送に使用されている[52]。1回あたり2分30秒程度、高階についての解説ナレーションが作詞作曲した『時計台の鐘』の合唱などとともに繰り返し放送される[52]。
- みどりの窓口の営業時間は7:00 - 19:30である[53]。

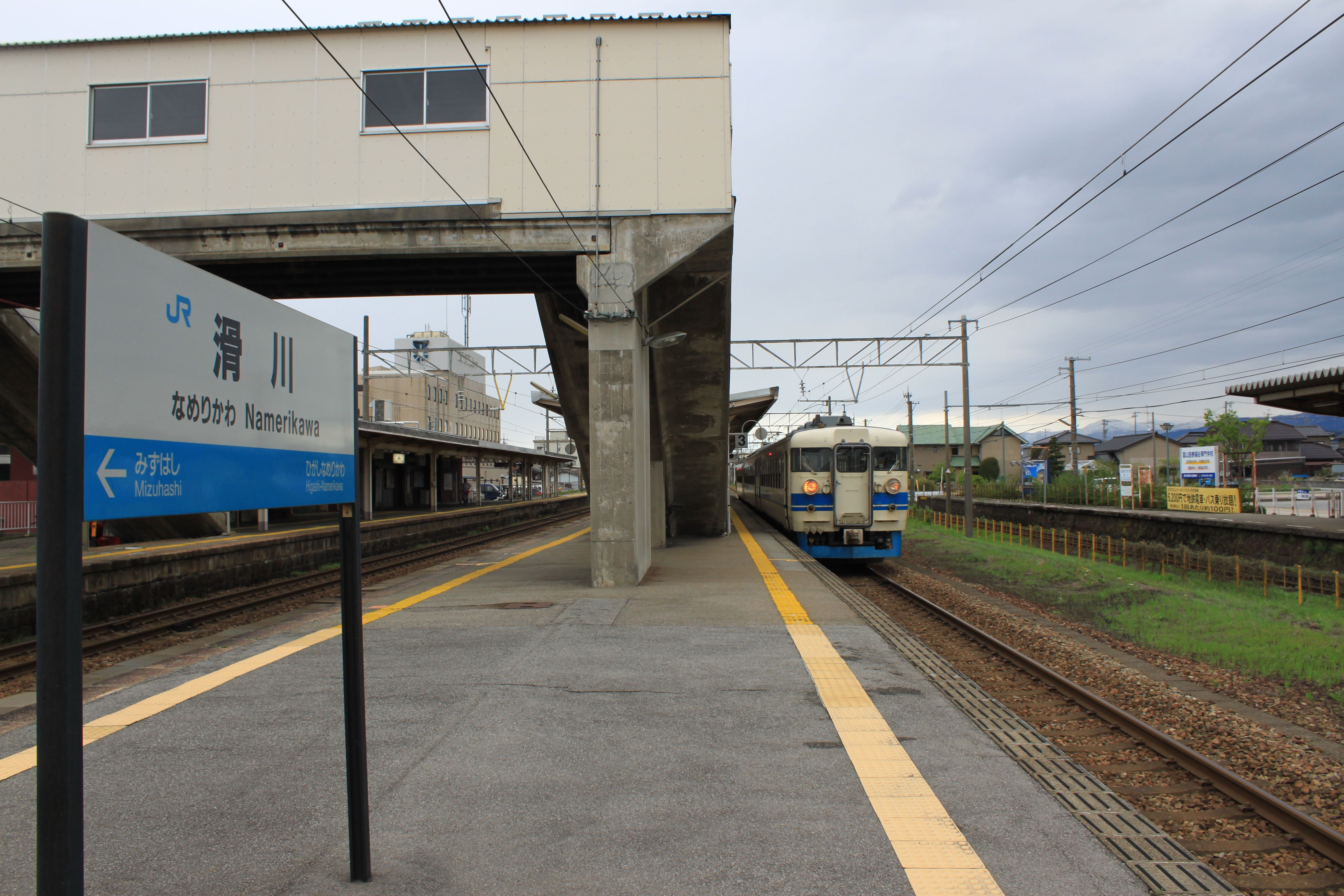
ホーム（2011年5月）
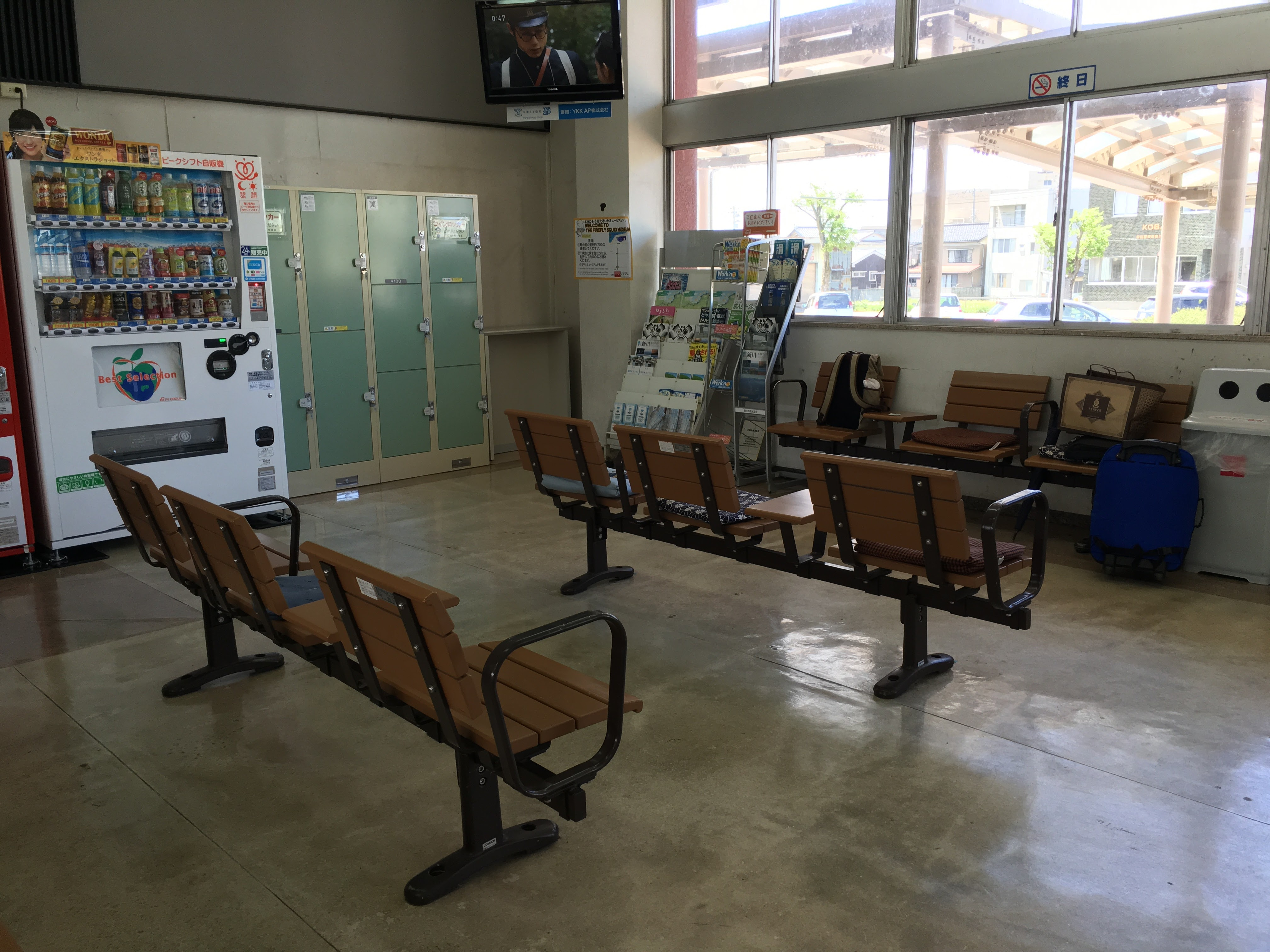
待合室（2016年5月）
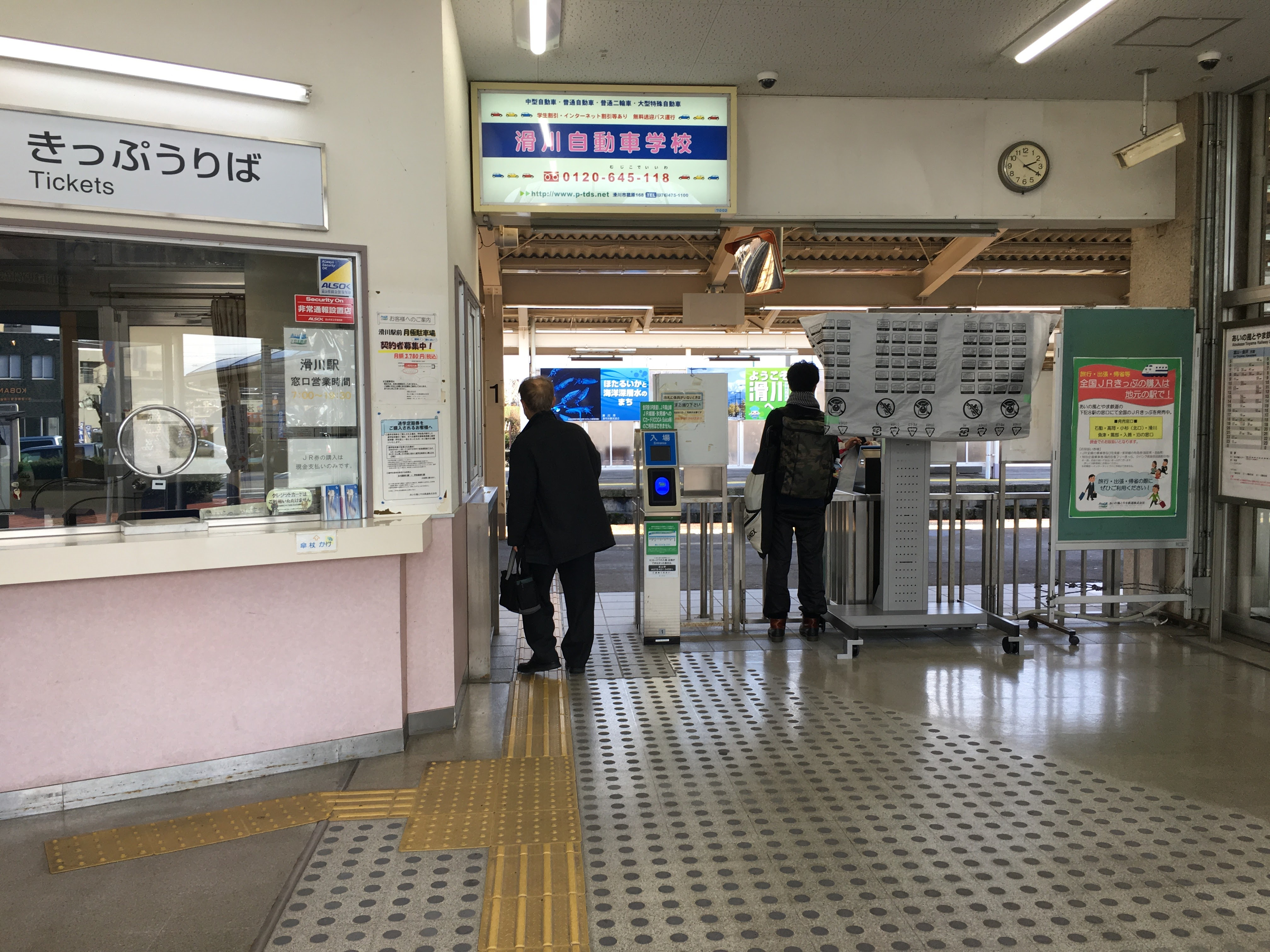
改札口（2016年12月）
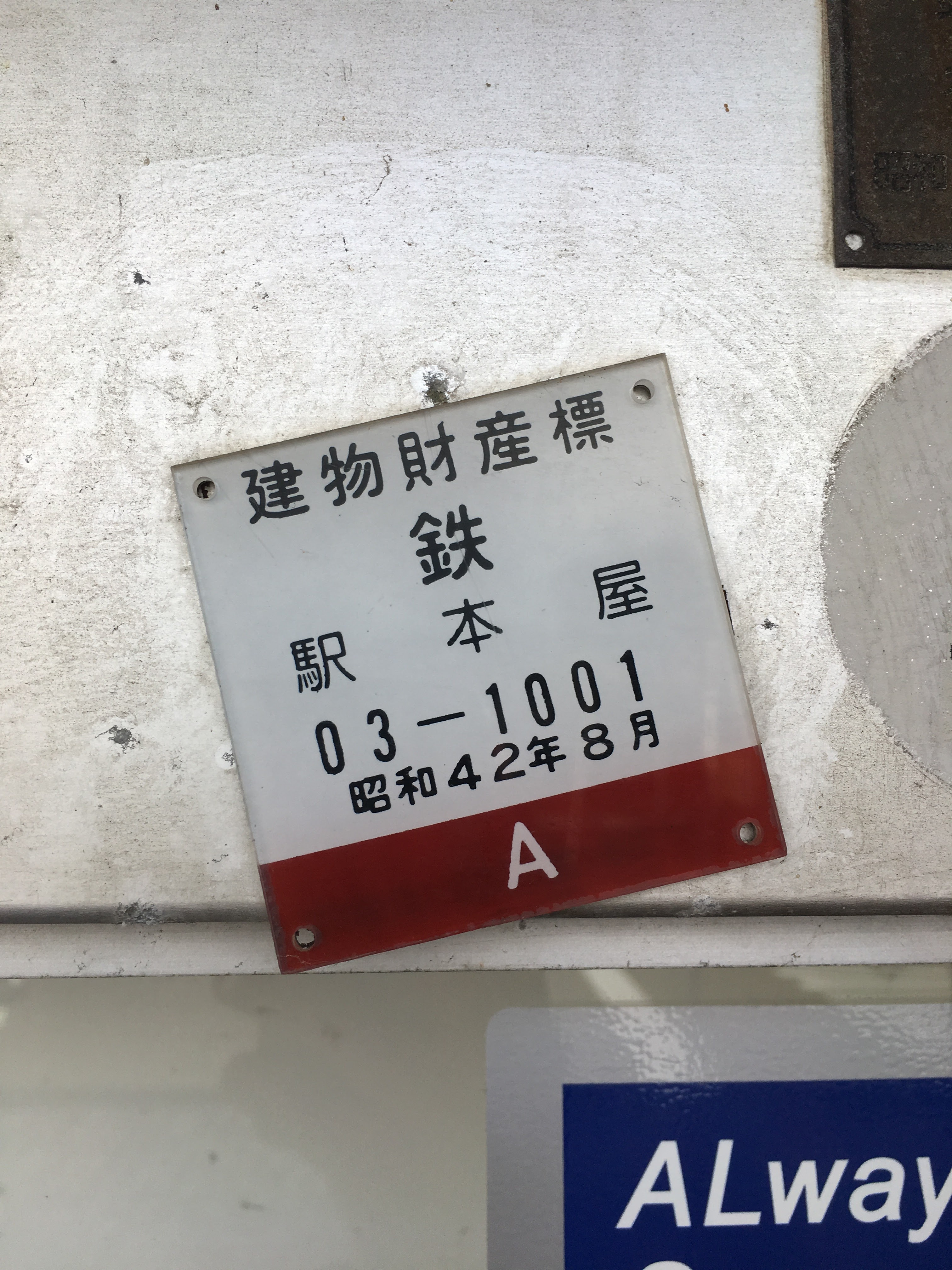
駅舎の建物財産標（2016年12月）

到着メロディ
2017年（平成29年）3月の新旅客案内システム導入に伴い、東滑川駅と共通で「滑川市の歌」のオルゴール調アレンジが到着メロディとして使用開始された。

### 富山地方鉄道
単式ホーム1面1線を有する地上駅である。かつて跨線橋で北陸本線滑川駅と連絡が可能であったときは、JRの駅と連番で4番のりばとなっていた。無人駅である。駅番号はT18。

#### のりば
| 方向 | 路線  | 行先                               |
| ---- | ----- | ---------------------------------- |
| 上り | ■本線 | 上市・寺田・稲荷町・電鉄富山方面   |
| 下り | ■本線 | 電鉄魚津・電鉄黒部・宇奈月温泉方面 |

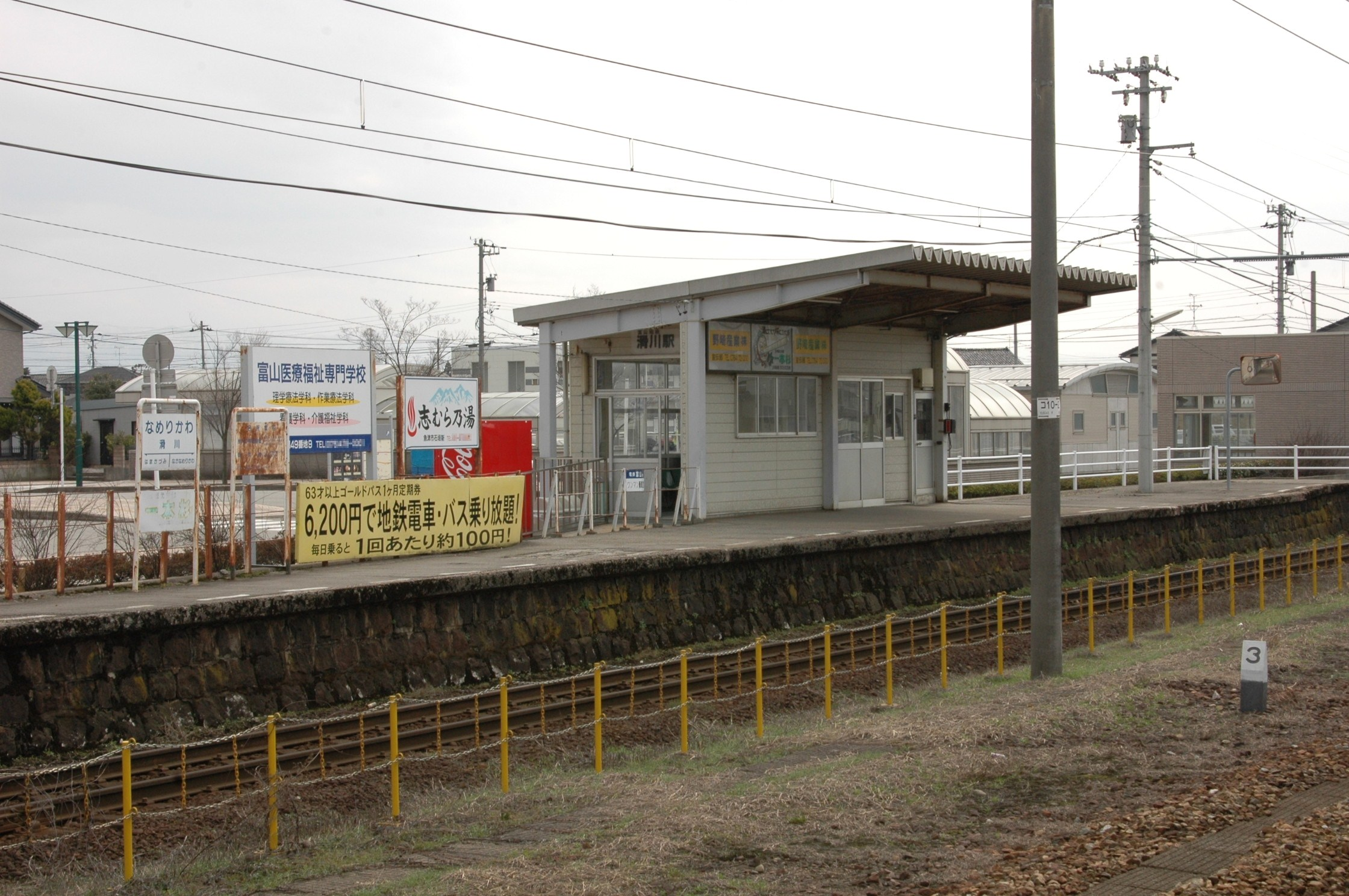
ホーム（2011年3月）

## 貨物取扱

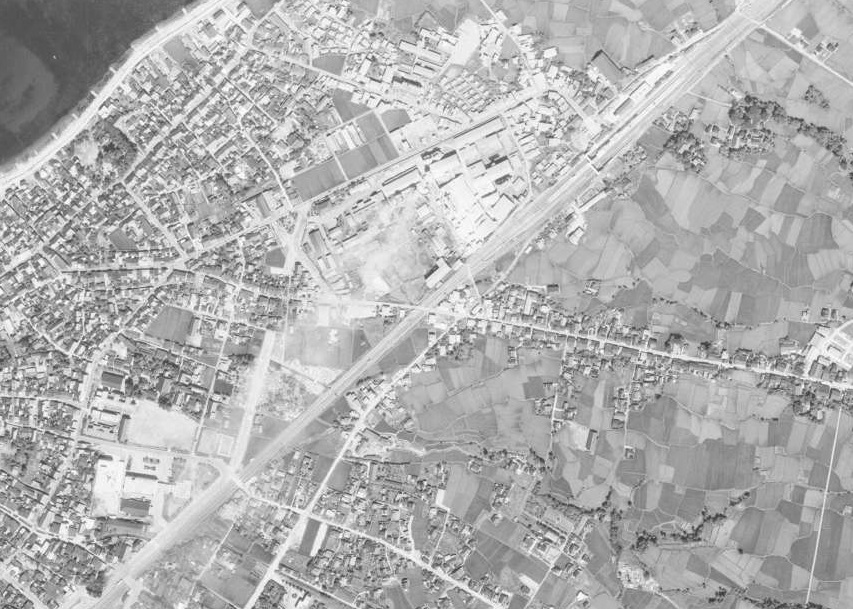
1966年（昭和41年）当時の滑川駅周辺航空写真

当駅における貨物取扱は、1978年（昭和53年）3月1日に廃止された。
1923年（大正12年）1月23日付『鉄道公報』号外によると、当駅接続の専用線は次の通りであった。
- 立山鉄道線（動力：手押、作業哩程：1哩）
- 北陸電気工業線（動力：手押、作業哩程：1哩）

1930年（昭和5年）12月5日付『鉄道公報』附録通報「専用線一覧（運輸局）」によると、当駅接続の専用線は次の通りであった。
- 立山鉄道線（第三者使用：滑川合同運送、動力：手押、作業粁程：0.2粁）
- 北陸電気工業線（動力：手押、作業粁程：0.2粁）

1951年（昭和26年）12月15日付『鉄道公報』第732号通報「専用線一覧について（営業局）」別表によると、当駅接続の専用線は次の通りであった。
- 中越電機工業線（動力：私有機関車、作業粁程：0.2粁）

1953年（昭和28年）10月10日付『鉄道公報』第1254号通報専用線一覧別表掲載中、当駅接続の専用線は次の通りであった。
- 東海電極製造線（第三者使用：日本通運、動力：私有機関車、作業粁程：0.2粁）

また1970年（昭和45年）10月1日現在における当駅接続の専用線は以下の通りであった。
- 富山電工線（真荷主：東海電極製造、通運事業者：日本通運、動力：国鉄動車及び私有機関車、作業粁程：0.2粁、総延長粁程：0.4粁）
- 日通商事線（動力：国鉄動車、作業粁程：0.1粁、総延長粁程：0.1粁）

## 利用状況
- あいの風とやま鉄道 - 2020年度の1日平均乗車人員は1,056人である[64]。
- 富山地方鉄道 - 2019年度の1日平均乗降人員は351人である[65]。

各年度の1日平均乗車人員・乗降人員は以下の通り。
| 年度   | あいの風 とやま鉄道 | 富山地鉄         |
| 年度   | 1日平均 乗車人員    | 1日平均 乗降人員 |
| ------ | ------------------- | ---------------- |
| 1995年 | 1,697               | 533              |
| 1996年 | 1,659               | 494              |
| 1997年 | 1,649               | 443              |
| 1998年 | 1,633               | 406              |
| 1999年 | 1,606               | 375              |
| 2000年 | 1,589               | 353              |
| 2001年 | 1,592               | 343              |
| 2002年 | 1,584               | 345              |
| 2003年 | 1,602               | 316              |
| 2004年 | 1,528               | 289              |
| 2005年 | 1,498               | 292              |
| 2006年 | 1,490               | 295              |
| 2007年 | 1,489               | 291              |
| 2008年 | 1,484               | 314              |
| 2009年 | 1,450               | 318              |
| 2010年 | 1,428               | 319              |
| 2011年 | 1,393               | 321              |
| 2012年 | 1,385               | 327              |
| 2013年 | 1,413               | 326              |
| 2014年 | 1,283               | 305              |
| 2015年 | 1,368               | 319              |
| 2016年 | 1,403               | 328              |
| 2017年 | 1,425               | 347              |
| 2018年 | 1,439               | 349              |
| 2019年 | 1,446               | 351              |
| 2020年 | 1,056               | 288              |
| 2021年 |                     | 292              |
| 2022年 |                     | 306              |

備考
1. ↑  2014年度は2015年3月13日までの計347日間を集計データ。

## 駅周辺
- 滑川市役所 - 富山地方鉄道利用の場合は中滑川駅が至近である。
- 滑川市立図書館
- 富山県厚生連滑川病院
- 滑川市民交流プラザ
- ほたるいかミュージアム
- にいかわ信用金庫滑川営業部
- 滑川吾妻郵便局
- 滑川市立寺家小学校

## バス路線
正面口にバス乗り場があり、富山地方鉄道が水橋経由富山駅前行を運行している。また、滑川市コミュニティバス「のる my car」の蓑輪ルート、栗山ルート、大日室山ルート、小森ルートが発着する。南口からは、「のる my car」の栗山ルート、北部循環ルートが発着する。
なお、「のる my car」の市街地循環ルート、運動公園ルート、寺町ルートは、当駅から徒歩約3分の「市民交流プラザ・エール前」停留所からの発着となる。

## 隣の駅
※あいの風とやま鉄道線の「あいの風ライナー」（平日のみ運転）の隣の停車駅は、あいの風ライナーの項を参照のこと。
あいの風とやま鉄道
■あいの風とやま鉄道
水橋駅 - 滑川駅 - 東滑川駅
富山地方鉄道
■本線
■アルペン特急
通過
■急行（上りのみ運転）
中滑川駅 (T17) ← 滑川駅 (T18) ← 電鉄魚津駅 (T23)
■普通
中滑川駅 (T17) - 滑川駅 (T18) - 浜加積駅 (T19)